# Rejsen gennem Firmamentet
Rejsen gennem Firmamentet er en fransk stumfilm fra 1904 af Georges Méliès.

## Medvirkende
- Georges Méliès som Crazyloff
- Fernande Albany som Mrs. Polehunter
- May de Lavergne
- Jehanne d'Alcy